# Patrick Evoe
Patrick Evoe (* 22. Juni 1977 in Royal Oak) ist ein ehemaliger US-amerikanischer Triathlet und Ironman-Sieger (2012).

## Werdegang
Patrick Evoe begann 2003 mit dem Triathlonsport und startet seit 2007 als Triathlon-Profi. Im August 2012 gewann er den Ironman Louisville.
Im April 2017 wurde er Dritter bei der Erstaustragung des Ironman 70.3 Liuzhou.
Evoe lebt im texanischen Austin in den Vereinigten Staaten. Seit 2017 tritt er nicht mehr international in Erscheinung.

## Sportliche Erfolge
| Datum/Jahr    | Rang | Wettbewerb                       | Austragungsort | Zeit     | Bemerkung                                  |
| ------------- | ---- | -------------------------------- | -------------- | -------- | ------------------------------------------ |
| 1. Apr. 2017  | 3    | Ironman 70.3 Liuzhou             | Liuzhou        | 03:46:37 |                                            |
| 30. Sep. 2012 | 3    | Ironman 70.3 Augusta             | Augusta        |          |                                            |
| 20. Okt. 2011 | 10   | Ironman 70.3 Miami               | Miami          | 03:58:20 | [ 2 ]                                      |
| 17. Juli 2011 | 3    | Ironman 70.3 Racine              | Racine         | 04:03:14 |                                            |
| 1. Mai 2011   | 4    | Ironman 70.3 St. Croix           | Saint Croix    | 04:15:51 |                                            |
| 2. Mai 2010   | 9    | Ironman 70.3 St. Croix           | St. Croix      | 04:23:25 |                                            |
| 11. Nov. 2006 | 17   | Ironman 70.3 World Championships | Clearwater     | 04:01:06 | Vize-Weltmeister in der Altersklasse 25–29 |

| Datum/Jahr    | Rang | Wettbewerb            | Austragungsort | Zeit     | Bemerkung                                                              |
| ------------- | ---- | --------------------- | -------------- | -------- | ---------------------------------------------------------------------- |
| 23. Aug. 2015 | 2    | Ironman Japan         | Hokkaidō       | 09:28:14 |                                                                        |
| 12. Apr. 2015 | 3    | Ironman Taiwan        | Kenting        | 08:40:58 | Dritter bei der Erstaustragung                                         |
| 28. Sep. 2014 | 15   | Ironman Chattanooga   | Chattanooga    | 08:49:45 | bei der Erstaustragung in Tennessee                                    |
| 24. Aug. 2014 | 3    | Ironman Louisville    | Louisville     | 08:49:27 |                                                                        |
| 30. März 2014 | 5    | Ironman Los Cabos     | Los Cabos      | 08:40:13 |                                                                        |
| 5. Mai 2013   | 2    | Ironman Australia     | Port Macquarie | 08:42:58 |                                                                        |
| 26. Aug. 2012 | 1    | Ironman Louisville    | Louisville     | 08:42:44 |                                                                        |
| 27. Nov. 2011 | 2    | Ironman Mexico        | Cozumel        | 08:30:36 | dritter Start – beim dritten Ironman in Mexico                         |
| 28. Aug. 2011 | 2    | Ironman Louisville    | Louisville     | 08:27:36 | persönliche Ironman-Bestzeit                                           |
| 21. Mai 2011  | 8    | Ironman Texas         | The Woodlands  | 08:32:29 |                                                                        |
| 28. Nov. 2012 | 6    | Ironman Mexico        | Cozumel        |          |                                                                        |
| 29. Nov. 2009 | 138  | Ironman Mexico        | Cozumel        | 11:09:12 | bei der Erstaustragung des Ironman auf der mexikanischen Insel Cozumel |
| 11. Okt. 2008 |      | Ironman Hawaii        | Hawaii         | 09:56:45 |                                                                        |
| 20. Juli 2008 | 9    | Ironman USA           | Lake Placid    | 09:14:18 |                                                                        |
| 26. Aug. 2007 | 5    | Ironman Louisville    | Louisville     | 08:59:16 |                                                                        |
| 15. Okt. 2005 | 65   | Ironman Hawaii        | Hawaii         | 09:06:44 | Vize-Weltmeister in der AK 25–29                                       |
| 9. Apr. 2005  | 24   | Ironman Arizona       | Tempe          | 09:34:55 |                                                                        |
| 16. Okt. 2004 | 409  | Ironman Hawaii        | Hawaii         | 10:55:03 | 68. Rang in der AK 25–29                                               |
| 17. Juni 2004 | 10   | Ironman Coeur d’Alene | Idaho          | 09:34:13 | 2. Rang in der AK 25–29                                                |

(DNF – Did Not Finish)